# 鹿尾みなみ
鹿尾 みなみ（しかお みなみ、1997年6月14日 - ）は、日本の女子ラグビーユニオン選手。

## プロフィール
- 福岡県出身[1]。
- ポジションはウィング(WTB)。
- 身長 158cm、体重 58kg
- 兄の貫太もラグビー選手[2](現・静岡ブルーレヴズ)。
- 女子日本代表キャップは1。（2022年5月現在）

## 略歴
2016年、筑紫丘高校卒業後、筑波大学に入学。
2019年7月19日に行われた女子オーストラリア遠征女子オーストラリア代表戦にて途中出場で女子日本代表初キャップを獲得した。
2020年、筑波大学卒業後、東京山九フェニックスに入る。